# Mexikoplatz (järnvägsstation)

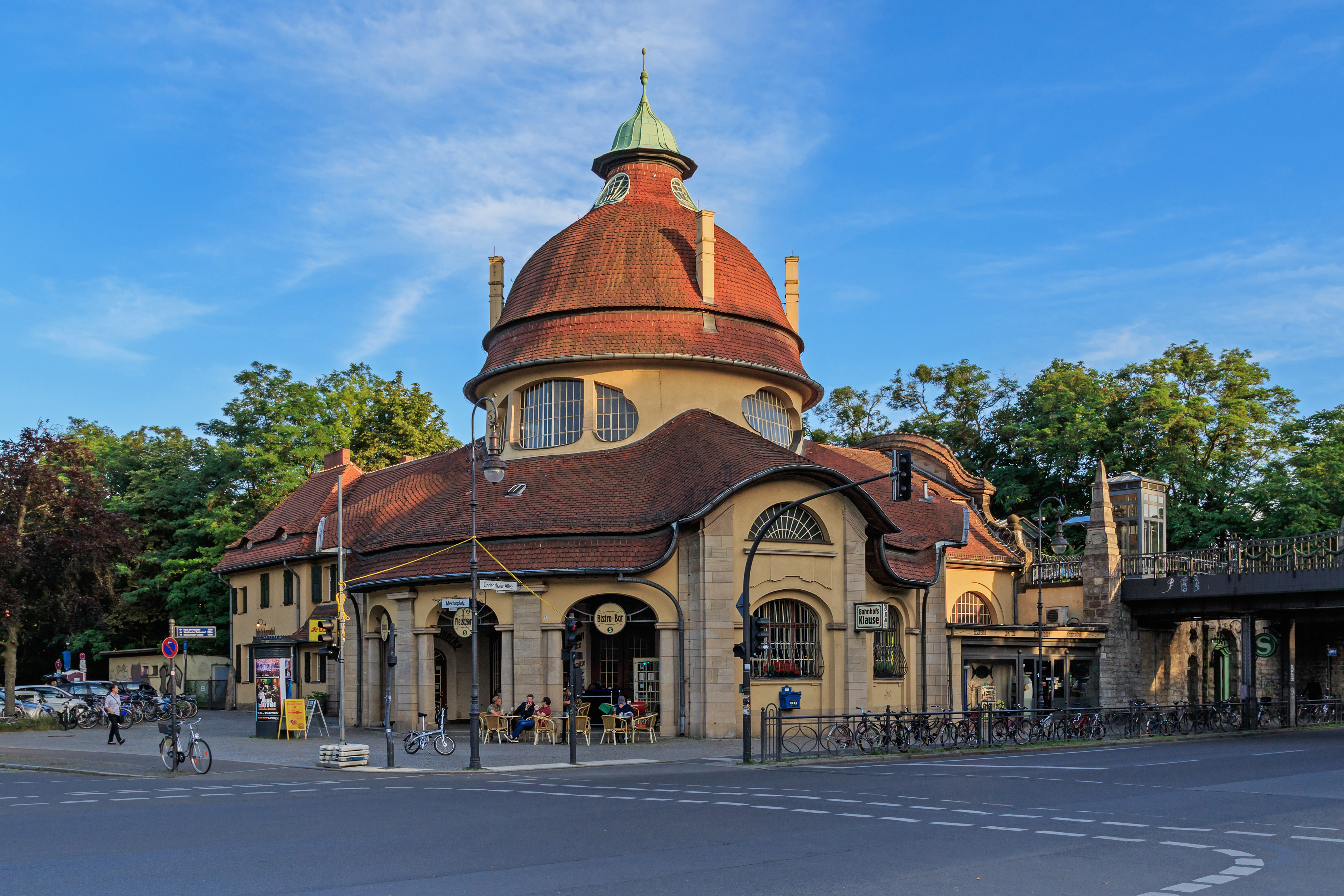
Stationen Mexikoplatz

Mexikoplatz (Bahnhof Berlin Mexikoplatz) är en järnvägsstation vid torget Mexikoplatz i Zehlendorf i sydvästra Berlin. Stationen trafikeras av Berlins pendeltågs linje S1. Station öppnade för trafik under namnet Zehlendorf-Beerenstrasse 1904 och 1911 följde ändringen till Zehlendorf-West. 1958 fick den namnet Lindenthaler Allee. Sedan 1987 heter stationen Mexikoplatz efter torget som fick sitt namn 1959. Arkitekten för stationen i jugendstil var Gustav Hart. Stationen stängdes 1980 men öppnades åter 1985 och en restaurering följde fram till 1987.
En långsiktig plan är att dra tunnelbanelinjen U3 till Mexikoplatz från Krumme Lanke.